# Mantvydas Bekešius
Mantvydas Bekešius (* 8. Februar 1981 in Vilnius) ist ein litauischer Jurist und Politiker, seit 2014 Vizeminister.

## Leben
Nach dem Abitur am Gymnasium absolvierte Bekešius von 1999 bis 2003 das Bachelorstudium an der Lietuvos teisės universitetas und 2003 bis 2005 das Masterstudium der Rechtswissenschaft an der Mykolo Romerio universitetas. Von 2000 bis 2001 war er Korrespondent im Journal „Karys“ am Verteidigungsministerium Litauens. Von 2001 bis 2004 war er Oberspezialist im PR-Departament am Verteidigungsministerium. Von 2004 bis 2007 arbeitete er als Oberspezialist im Departament für Sicherheitspolitik am Außenministerium Litauens. Von 2007 bis 2009 war er Oberspezialist und von 2011 bis 2012 als oberster Spezialist in der litauischen Mission in Afghanistan. Von 2012 bis 2013 war er oberster Spezialist im Departament für Transatlantische Zusammenarbeit und Sicherheitspolitik am Außenministerium Litauens. 2013 war er leitender Berater zu auswärtigen Fragen des Seimas-Vorsitzenden Vydas Gedvilas. 2014 leitete er das Sekretariat der Seimas-Vorsitzenden Loreta Graužinienė. Seit dem 27. August 2014 ist er Vizeminister, Stellvertreter des Außenministers Linas Linkevičius im Kabinett Butkevičius.
Bekešius ist Mitglied der Partei Darbo partija (DP).
Bekešius lehrte als Lektor an der Lietuvos karo akademija und war stellvertretender Vorsitzender der politischen Jugendorganisation (Jaunimo organizacija DARBAS) an der DP.
Bekešius ist verheiratet.